# El Hijo de Rey Misterio
Miguel Aaron López Hernández (San Diego, 9 de noviembre de 1988), más conocido bajo el nombre de El Hijo de Rey Misterio, es un luchador profesional mexicoestadounidense. Es el hijo del luchador Rey Misterio Sr. y también, primo de Rey Misterio (Jr.). Es conocido por su trabajo en el circuito independiente en Estados Unidos, sobre todo en California y en México, sobre todo en las zonas de Tijuana, Baja California.

## Carrera
El Hijo de Rey Misterio creció en una familia dedicada a la lucha libre. A los 13 años empezó a entrenar en la escuela de lucha libre de su padre en Tijuana. Su debut fue en 2006, luchando bajo el nombre de Diablo. A finales de año, su padre le dio permiso para usar su nombre, siendo conocido como El Hijo de Rey Misterio. Este nombre causa mucha confusión, ya que en Estados Unidos, su primo es conocido simplemente como Rey Mysterio, por lo que muchas veces le confunden con su hijo. A pesar de eso, muchos promotores han explotado esta confusión al anunciarle simplemente como Rey Mysterio. En Bolivia, un promotor usó la imagen de Rey Mysterio para promocionar una gira de El Hijo de Rey Myserio por el país, pero cuando se enteró de esto, el luchador canceló todas su luchas. A pesar de eso, el promotor contrató a otro luchador enmascarado, haciéndose pasar por él.
La empresa para la que más trabajó fue la Pro Wrestling Revolution (PWR), donde luchó junto a su padre en varias ocasiones, coronándose como los primeros Campeones en Parejas de la PWR al derrotar a Border Patrol (Oliver John & Nathan Rulez) el 31 de mayo de 2008. Defendieron sus títulos varias veces a lo largo de 2008, pero tuvieron que dejarlos vacantes en junio de 2009, cuando su padre sufrió una lesión grave. Tras esto, se centró más en su carrera en México, intentando firmar con una de las mayores empresas del país, el Consejo Mundial de Lucha Libre (CMLL) o la Asistencia Asesoría y Administración (AAA). En octubre de 2009, empezó a trabajar en la escuela del CMLL en Ciudad de México. Sin embargo, nunca llegó a ser usado por la empresa, por lo que anunció su retiro a principios de 2011. El 27 de mayo, un nuevo Hijo de Rey Misterio fue presentado por Rey Misterio, Sr. y Konnan, quien hizo su debut en Tijuana.
Sin embargo, El Hijo de Rey Misterio volvió a  la lucha activa en noviembre de 2011, luchando como El Hijo de Rey Misterio I. El 25 de diciembre de 2011, derrotó a Mortiz y Mr. Tempest en un ladder match, ganando el Campeonato Baja California, uniéndose a Los Perros del Mal.

## Vida personal
El Hijo de Rey Misterio forma parte de una gran familia dedicada a la lucha libre. Su padre, Miguel Ángel López Díaz fue el luchador Rey Misterio Sr., su primo Oscar Gutiérrez es el luchador Rey Mysterio. Su otro sobrino trabaja como Metalika y su tío, Juan Zezatti Ramírez, como Super Astro.

## Campeonatos y logros
- Pro Wrestling Revolution

- Pro Wrestling Revolution Tag Team Championship (1 vez) - con Rey Misterio, Sr.

- Otros títulos

- Baja California Championship (1 vez, actual)

### Luchas de Apuestas
| Apuesta | Ganador                 | Perdedor      | Ciudad                   | Fecha                 | Notas                  |
| ------- | ----------------------- | ------------- | ------------------------ | --------------------- | ---------------------- |
| Máscara | El Hijo de Rey Misterio | Inferno       | Tijuana, Baja California | 23 de febrero de 2007 | Máscara contra Máscara |
| Máscara | El Hijo de Rey Misterio | Black Panther | Tijuana, Baja California | 17 de agosto de 2007  | Máscara contra Máscara |
| Máscara | El Hijo de Rey Misterio | Kendo, Jr.    | Tijuana, Baja California | 26 de octubre de 2007 | Máscara contra Máscara |